# Ítrabo
Ítrabo är en ort i Spanien.   Den ligger i provinsen Provincia de Granada och regionen Andalusien, i den södra delen av landet, 400 km söder om huvudstaden Madrid. Ítrabo ligger 396 meter över havet och antalet invånare är 1 065.
Terrängen runt Ítrabo är lite bergig, och sluttar söderut.  Närmaste större samhälle är Motril, 12,1 km sydost om Ítrabo. Trakten runt Ítrabo består till största delen av jordbruksmark.